# 聖阿爾班教堂
55°41′21″N 12°35′49″E / 55.68917°N 12.59694°E

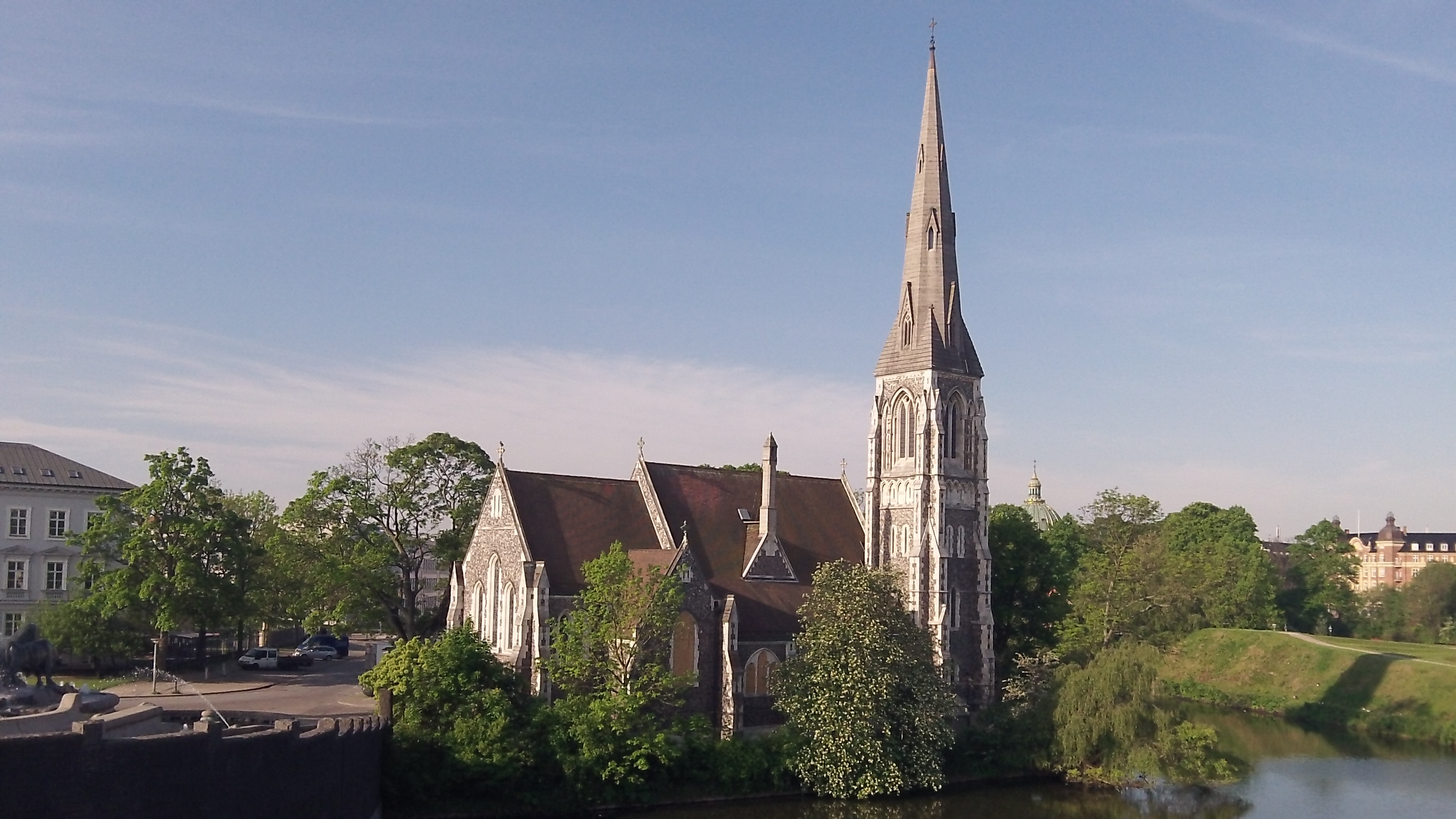

聖阿爾班教堂（St. Alban's Church）是位於丹麥哥本哈根的一座聖公會教堂，教堂修建於1885年至1887年期間，當時哥本哈根的英國人數量逐漸增加。教堂外觀為傳統英式哥特復興式風格。教堂屬於聖公會歐洲教區的一部分，獻給聖阿爾班。